# 玉山镇 (建瓯市)
玉山镇，是中华人民共和国福建省南平市建瓯市下辖的一个乡镇级行政单位。

## 行政区划
玉山镇下辖以下地区：
玉仑社区、玉山村、付锡村、长布村、东山村、下洋村、筹岭村、洋后村、上房村、榧村、汲溪村、岭口村和岭后村。